# Яценко, Леонид Петрович
Леони́д Петро́вич Яце́нко — украинский физик, действительный член Национальной академии наук Украины, директор Института физики НАН Украины.

## Биография
Родился 25 апреля 1954 года в селе Степановка Емильчинского района Житомирской области Украинской ССР.
В 1970 году поступил на радиофизический факультет Киевского государственного университета. 

В 1973 году перешёл на факультет теоретической и экспериментальной физики МИФИ, который окончил в 1976 году по специальности «Физика твёрдого тела». 

В 1976—1979 годах учился в аспирантуре ФИАН им. П. Н. Лебедева.

## Научная деятельность
- В 1980 году в ФИАН под руководством И. И. Собельмана защитил кандидатскую диссертацию на тему «Теоретическое исследование влияния макроскопических параметров на характеристики оптических стандартов частоты».
- В 1979—1986 годах — младший научный сотрудник Института физики АН Украины.
- В 1986—1997 годах — старший научный сотрудник Института физики АН Украины.
- В 1996 году в ИФ АН Украины защитил докторскую диссертацию на тему «Резонансные явления в газовых лазерах».
- С 1997 года — ведущий научный сотрудник Института физики АН Украины.
- С 2008 года — директор Института физики АН Украины.
- Член-корреспондент АН Украины.

## Научные интересы
Лазерная физика, нелинейные и когерентные эффекты взаимодействия лазерного излучения с атомами и молекулами, управление движением атомов и молекул с помощью лазерного излучения (световое давление и охлаждение), когерентный лазерный контроль, спектроскопия сверхвысокого разрешения, лазерные стандарты частоты.

## Научные достижения
- Предложен, обоснован и реализован новый метод лазерной спектроскопии высокого разделения — внутрирезонансная частотно-модуляционная спектроскопия, с разрешением 5х1010. 
 Использование этого метода для выделения сверхузкого резонанса дало возможность достичь стабильности частоты излучения He-Ne/CH4 лазера 7х10−15 по времени усреднения 100 с.
- Разработана теория резонансных явлений в газовых лазерах, которая позволила описать физику формирования сверхузкого резонанса в кольцевых и линейных лазерах с внутренне-резонаторным нелинейным поглощением.
- Предсказано и впервые описано явление стимулированного светового давления на атомы в модулированных встречных лазерных пучках, сила которого не ограничена временем жизни атомного уровня, как это имеет место для обычного радиационного резонансного давления.
- Впервые наблюдалось отклонение молекул резонансным лазерным излучением и предложена концепция оптики молекулярных пучков.
- Развита теория когерентного адиабатического взаимодействия лазерного излучения с атомами и молекулами и разработаны новые методы управления квантовыми состояниями атомов и молекул, которые основываются на идее адиабатического следования. Предложенный и экспериментально реализованный метод индуцированного смещением Штарка адиабатического прохождения позволяет инвертировать двухуровневую систему со стопроцентной эффективностью, что открывает, например, новые возможности создания источников интенсивного ВУФ-излучения.

## Публикации
- Данилейко М. В., Яценко Л. П. «Резонансные явления в кольцевых газовых лазерах», Наукова думка, 1994
- 120 научных статей, в т. ч. в Phys. Rev. Letters и в Phys. Rev. A.
- 17 авторских свидетельств и патентов.

## Награды
- Лауреат Государственной премии Украины